# Tupolev I-14
Tupolev I-14 (ANT-31) byl prototyp[zdroj⁠?!] sovětského stíhacího letounu, který poprvé vzlétl v roce 1933. Kromě základní verze byl sestrojen prototyp cvičného typu I-14 bis. V letech 1936 až 1937 bylo vyrobeno 22 sériových kusů, závod č. 125, který tyto letouny vyráběl, přešel na produkci bombardérů Tupolev SB-2.

## Specifikace

### Technické údaje
- Osádka: 1
- Rozpětí: 11,20 m
- Délka: 6,10 m
- Výška: 3,74 m
- Nosná plocha: 16,90 m²
- Vzletová hmotnost: 1540 kg
- Prázdná hmotnost: 1170 kg
- Pohonná jednotka: 1× PD M-25 (Wright R-1820 Cyclone-F3)

### Výkony
- Maximální rychlost: 440 km/h
- Dostup: 9500 m

### Výzbroj
- 2 × kulomet ráže 7,62 mm